# 小林豊彦
小林 豊彦（こばやし とよひこ、1945年7月3日 - ）は、日本の政治家。前新潟県西蒲原郡弥彦村長。

## 人物
新潟県西蒲原郡弥彦村出身。
小林靜夫（元新潟県議会議員、元新潟県議会議長、元弥彦村村長（第16代・17代）とミヱの長男として生まれる。
日本経済新聞社の新聞記者として化学・石油化学産業・農林水産省・三井物産など総合商社を担当。農林水産省担当時代は鈴木善幸農林大臣に随行し、モスクワで行われた日ソ漁業交渉を取材。浦和支局長・東京本社編集局部長を歴任、出版局長・営業推進本部長、日経リサーチ社長を経て退社。
60歳で帰郷して、母を介護しながら田圃（30a）と畑（24a）を耕作。田圃は5年前から無農薬栽培に挑戦、彌彦神社の初穂講献納米審査で5年間連続して入賞（1等賞を受賞1回）。出版局長時代に「全国競輪施行者協議会」マスコミ代表として審議会委員に就任（1年間）。
祖父の小林豊三郎も元弥彦村村長（第8代・10代）である。

## 経歴
- 1945年（昭和20年）- 7月3日、弥彦村（麓2区）で出生。
- 1952年（昭和27年）- 興善寺桜井郷保育園（麓一区）を卒園。
- 1958年 （昭和33年）- 弥彦村立麓小学校を卒業。
- 1961年（昭和36年）- 弥彦村立弥彦中学校を卒業。
- 1964年（昭和39年）- 新潟県立巻高等学校を卒業。
- 1969年（昭和44年）- 早稲田大学第一政治経済学部政治学科を卒業。 
  - 日本経済新聞社に入社。
- 1972年 （昭和47年）- 東京本社編集局産業第三部に勤務。
- 1982年 （昭和57年）- カナダ・トロント特派員に赴任。
- 1985年 （昭和60年）- 東京本社編集局産業部次長に就任。
- 1987年 （昭和62年）- 米州編集局編集部次長に就任（ニューヨーク在住）
- 1990年（平成2年）- 東京本社編集局産業部次長に就任。
- 1991年（平成3年）- 浦和支局長に就任。
- 1994年（平成6年）- 東京本社編集局産業部長に就任。
- 1996年（平成8年）- 東京本社営業推進本部副本部長に就任。
- 1998年（平成10年）- 3月、日経シンガポール社の社長に就任。
- 1999年（平成11年）- 6月、日本経済新聞社出版局長に就任（全国競輪施行者協議会[3]マスコミ代表として審議会委員に就任）
- 2001年 （平成13年）- 東京本社営業推進本部本部長に就任。
- 2002年 （平成14年）- ピー・エス・ジャパン営業本部副本部長に就任。
- 2004年 （平成16年）‐日経リサーチ[4]代表取締役社長に就任。
- 2005年（平成17年）- 11月、辞任。
- 2014年（平成26年）- 7月28日、村長選挙に出馬表明[5][6]。
- 2015年（平成27年）- 1月20日、村長選挙に立候補[7][8]。
  - 1月25日、村長選挙に初当選[9][10][11][12][13][14][15][16]。

※当日有権者数：6,931人 最終投票率：83.08%（前回比：pts）
| 候補者名 | 年齢 | 所属党派 | 新旧別 | 得票数  | 得票率 | 推薦・支持 |
| -------- | ---- | -------- | ------ | ------- | ------ | ---------- |
| 小林豊彦 | 69   | 無所属   | 新     | 3,204票 | 56.1%  |            |
| 大谷良孝 | 58   | 無所属   | 現     | 2,508票 | 43.9%  |            |

- 2月23日、初登庁[17]。
- 2019年（平成27年）- 1月22日、任意満了に伴う村長選挙に立候補。
  - 1月27日、再選（2期目）。

※当日有権者数：6,857人 最終投票率：73.97%（前回比：-9.11pts）
| 候補者名 | 年齢 | 所属党派 | 新旧別 | 得票数  | 得票率 | 推薦・支持 |
| -------- | ---- | -------- | ------ | ------- | ------ | ---------- |
| 小林豊彦 | 73   | 無所属   | 現     | 2,934票 | 57.9%  |            |
| 小熊循人 | 46   | 無所属   | 新     | 2,052票 | 42.1%  |            |

- 2023年（令和5年）- 1月24日、任意満了に伴う村長選挙に立候補。
  - 1月29日、落選。

※当日有権者数：6,582人 最終投票率：74.61%（前回比：+0.64pts）
| 候補者名 | 年齢 | 所属党派 | 新旧別 | 得票数  | 得票率 | 推薦・支持 |
| -------- | ---- | -------- | ------ | ------- | ------ | ---------- |
| 本間芳之 | 65   | 無所属   | 新     | 2,672票 | 54.8%  |            |
| 小林豊彦 | 77   | 無所属   | 現     | 2,202票 | 45.2%  |            |